# Élections sénatoriales de 2020 dans le Tarn
Les élections sénatoriales dans le Tarn ont lieu le dimanche 27 septembre 2020. Elles ont pour but d'élire les deux sénateurs représentant le département au Sénat pour un mandat de six années.

## Contexte départemental
Lors des élections sénatoriales de 2014 dans le Tarn, deux sénateurs ont été élus : Philippe Bonnecarrère et Thierry Carcenac.
Depuis, tous les effectifs du collège électoral des grands électeurs ont été renouvelés, avec les élections départementales de 2015, les élections régionales de 2015, les élections législatives de 2017 et les élections municipales de 2020.

## Sénateurs sortants
| Sénateur | Sénateur              | Parti ou nuance | Fonctions lors de l'élection en 2014                                           |
| -------- | --------------------- | --------------- | ------------------------------------------------------------------------------ |
|          | Philippe Bonnecarrère | DVC             | Ancien député de la 2ème circonscription du Tarn, ancien maire d'Albi          |
|          | Thierry Carcenac      | PS              | Président du conseil général, ancien député de la 2ème circonscription du Tarn |

## Présentation des candidats et des suppléants
Les nouveaux représentants sont élus pour une législature de 6 ans au suffrage universel indirect par les 1 115 grands électeurs du département. Dans le Tarn, les sénateurs sont élus au scrutin majoritaire à deux tours. Leur nombre reste inchangé, deux sénateurs sont à élire. Il y aura plusieurs candidats dans le département, chacun avec un suppléant.
| N°   | Candidats | Candidats                    | Parti ou nuance | Principales fonctions                     |
| ---- | --------- | ---------------------------- | --------------- | ----------------------------------------- |
| T 1  |           | Thierry San Andrés           | PCF             | Maire de Saint-Benoît-de-Carmaux          |
| s 1  |           | Danièle Paturey              | PCF             | Conseillère municipale d’Albi             |
|      |           |                              |                 |                                           |
| T 2  |           | Myriam Madeline-Maugin       | EÉLV            |                                           |
| s 2  |           | Stéphane Deleforge           | EÉLV            | Conseiller municipal de Castres           |
|      |           |                              |                 |                                           |
| T 3  |           | Pascal Pragnère              | EÉLV            | Conseiller municipal d'Albi               |
| s 3  |           | Catherine Manuel             | EÉLV            | Conseillère municipale de Cordes-sur-Ciel |
|      |           |                              |                 |                                           |
| T 4  |           | Didier Somen                 | PS              | Maire de Taïx                             |
| s 4  |           | Muriel Alary                 | PS              | Adjointe au maire d'Aussillon             |
|      |           |                              |                 |                                           |
| T 5  |           | Vincent Garel                | PRG             | Conseiller régional, maire d'Aiguefonde   |
| s 5  |           | Alexia Bousquet              | PRG             | Maire de Cahuzac                          |
|      |           |                              |                 |                                           |
| T 6  |           | Caroline Antonio             | PRG             | Adjointe au maire de Giroussens           |
| s 6  |           | Grégory Mirtain              | PRG             | Maire de Garrigues                        |
|      |           |                              |                 |                                           |
| T 8  |           | Philippe Folliot             | AC              | Député, conseiller départemental          |
| s 8  |           | Marie-José Kerboriou-Guiraud | LREM            | Adjointe au maire de Mazamet              |
|      |           |                              |                 |                                           |
| T 7  |           | Philippe Bonnecarrère        | DVC             | Sénateur sortant                          |
| s 7  |           | Marie-Lise Housseau          | DVC             | Maire de Sorèze                           |
|      |           |                              |                 |                                           |
| T 9  |           | Paul Salvador                | DVD             | Maire de Castelnau-de-Montmiral           |
| s 9  |           | Françoise Noguès             | DVD             |                                           |
|      |           |                              |                 |                                           |
| T 10 |           | Pascal Grandin               | DVD             |                                           |
| s 10 |           | Véronique Ponnelle           | DVD             |                                           |
|      |           |                              |                 |                                           |
| T 11 |           | Michel Franques              | DVD             | Adjoint au maire d'Albi                   |
| s 11 |           | Véronique Ourliac            | LR              | Maire de Poudis                           |
|      |           |                              |                 |                                           |
| T 12 |           | Frédéric Cabrolier           | RN              | Conseiller municipal d'Albi               |
| s 12 |           | Ésméralda Lapeyre            | RN              |                                           |

## Résultats
| Candidats                | Candidats                | Parti                    | Nuance                   | Premier tour | Premier tour | Second tour | Second tour |
| Candidats                | Candidats                | Parti                    | Nuance                   | Voix         | %            | Voix        | %           |
| ------------------------ | ------------------------ | ------------------------ | ------------------------ | ------------ | ------------ | ----------- | ----------- |
|                          | Philippe Bonnecarrère    | SE                       | DVC                      | 625          | 59,41        |             |             |
|                          | Philippe Folliot         | AC                       | DVC                      | 251          | 23,86        | 299         | 28,21       |
|                          | Michel Franques          | SE                       | DVD                      | 219          | 20,82        | 216         | 20,38       |
|                          | Vincent Garel            | PRG                      | RDG                      | 203          | 19,30        | 291         | 27,45       |
|                          | Paul Salvador            | SE                       | DVD                      | 159          | 15,11        | Retrait     | Retrait     |
|                          | Caroline Antonio         | PRG                      | DVG                      | 148          | 14,07        | 153         | 14,43       |
|                          | Didier Somen             | PS                       | SOC                      | 125          | 11,88        | Retrait     | Retrait     |
|                          | Myriam Madeline-Maugin   | EÉLV                     | VEC                      | 72           | 6,84         | 75          | 7,08        |
|                          | Thierry San Andrés       | PCF                      | COM                      | 63           | 5,99         | Retrait     | Retrait     |
|                          | Pascal Pragnère          | EÉLV                     | VEC                      | 62           | 5,89         | Retrait     | Retrait     |
|                          | Frédéric Cabrolier       | RN                       | RN                       | 39           | 3,71         | 26          | 2,45        |
|                          | Pascal Grandin           | SE                       | DVD                      | 38           | 3,61         | Retrait     | Retrait     |
|                          |                          |                          |                          |              |              |             |             |
| Votes valides            | Votes valides            | Votes valides            | Votes valides            | 1 052        | 95,46        | 1 060       | 96,80       |
| Votes blancs             | Votes blancs             | Votes blancs             | Votes blancs             | 11           | 1,00         | 5           | 0,46        |
| Votes nuls               | Votes nuls               | Votes nuls               | Votes nuls               | 39           | 3,54         | 30          | 2,74        |
| Total                    | Total                    | Total                    | Total                    | 1 102        | 100          | 1 095       | 100         |
| Abstention               | Abstention               | Abstention               | Abstention               | 13           | 1,17         | 20          | 1,79        |
| Inscrits / participation | Inscrits / participation | Inscrits / participation | Inscrits / participation | 1 115        | 98,83        | 1 115       | 98,21       |